# توماس أندرو نايت
توماس أندرو ونايت (بالإنجليزية: Thomas Andrew Knight )‏ (و. 1759 – 1838 م) هو عالم نبات بريطاني، وكان عضوًا في الجمعية الملكية، توفي في لندن، عن عمر يناهز 79 عاماً.

## التعليم
تعلم في كلية باليول بجامعة اوكسفورد.

## جوائز
حصل على جوائز منها:
- وسام كوبلي (1806)[4]
- زميل في الجمعية الملكية.

## روابط خارجية
- توماس أندرو نايت على موقع الموسوعة البريطانية (الإنجليزية)